# Улица Дзержинского (Брест)
Улица Дзержинского — улица в Ленинском районе Бреста, в историческом центре города.

## История
Его начали строить в середине XIX века. До 1921 года — Кривая, во времена Польской республики — Перацкая, по имени польского политического деятеля. В 1940 году она получила имя Ф. Э. Дзержинский . В годы немецко-фашистской оккупации улица находилась на территории Брестского гетто и носила название Крумешштрассе, после освобождения Белоруссии вновь стала называться Дзержинской  .

## Описание
До пересечения с ул. Советская ориентирована с запада на восток, затем с юго-запада на северо-восток. Находится между проспектом Машерова и параллельной ему улицей Буденного . Начинается от улицы Ленина, пересекает улицы Карла Маркса и Советки Пограничники, 17 Сентября, Советская (в пешеходной части), Куйбышева, Карбышева, и заканчивается тупиком в глубине квартала. Протяженность улицы около 1 км.

## Застройка
- № 4 —  Историко-культурная ценность Беларуси, шифр 112Е000002
- № 13 — Историко-культурная ценность Беларуси, шифр 112Е000002
- № 15 —  Историко-культурная ценность Беларуси, шифр 112Е000002
- № 16 (ул. Советских пограничников, 18) —  Историко-культурная ценность Беларуси, шифр 112Е000002
- № 17 —  Историко-культурная ценность Беларуси, шифр 112Е000002
- № 19 —  Историко-культурная ценность Беларуси, шифр 112Е000002
- № 21 —  Историко-культурная ценность Беларуси, шифр 112Е000002
- (ул. 17 сентября, 20) — Зелёная синагога (1848) —  Историко-культурная ценность Беларуси, шифр 112Е000002
- № 26 —  Историко-культурная ценность Беларуси, шифр 112Е000002
- Дом № 34 на пересечении с улицей 17 сентября
- № 34 —  Историко-культурная ценность Беларуси, шифр 112Е000002
- № 36 — Историко-культурная ценность Беларуси, шифр 112Е000002
- № 38 —  Историко-культурная ценность Беларуси шифр 112Е000002
- № 39 —  Историко-культурная ценность Беларуси, шифр 112Е000002